# Oichten (Salzach)
Die Oichten, auch der Oichtenbach, ist ein 22 km langer, rechter Nebenfluss der Salzach im Bezirk Salzburg-Umgebung im Land Salzburg. Sie entspringt noch im oberösterreichischen Bezirk Braunau am Inn und bildet das rund 20 km lange Oichtental westlich des Haunsbergs. Nach dem Bach benannt ist das im Oberlauf befindliche Naturschutzgebiet Oichtenriede.

## Geografie

### Namensgebung
Der Name des Bachs taucht schriftlich erstmals vor 1023 im Salzburger Urkundenbuch als Ogata fluvius bzw. exakt in der Phrase iuxta fluvium qui Ogata vocatur (‚neben dem Fluss, der Ogata genannt wird‘) auf, sodann im Jahr 1040 als Ogete flumen bzw. exakt in der Phrase ad flumen quod dicitur Ogete (‚beim Gewässer, das Ogete heißt‘) sowie kurz darauf als Ogtna. Belege ab dem 12. Jahrhundert weisen die Schreibung Oiten und ähnlich auf. Die Bezeichnung wird auf eine indogermanische Wurzel mit der Bedeutung ‚feucht, benetzt‘ zurückgeführt. Die Variante Oichten (mit dem Laut [ç]) findet sich erstmals 1787. Sie wird – analog derartiger Lautumformungen auch in anderen Wörtern – als hyperkorrekte Bildung erklärt.
Benannt nach dem Gewässer ist der knapp unterhalb der Quelle liegende Ort Oichten. Da die Oichten ein nur kleines Gewässer ist, entstand – auch in Abgrenzung zum Ort Oichten – die Alternativbezeichnung Oichtenbach, die auch vom amtlichen Hydrographischen Dienst verwendet wird. Mit dem gleichzeitigen Vorliegen von Oichten als Name für ein Gewässer und einen Ort, wird im Alltag die Namensgebung auch laienhaft vertauscht und die Ansicht vertreten, dass der Bach seine Bezeichnung vom Ort erhalten habe.

### Verlauf

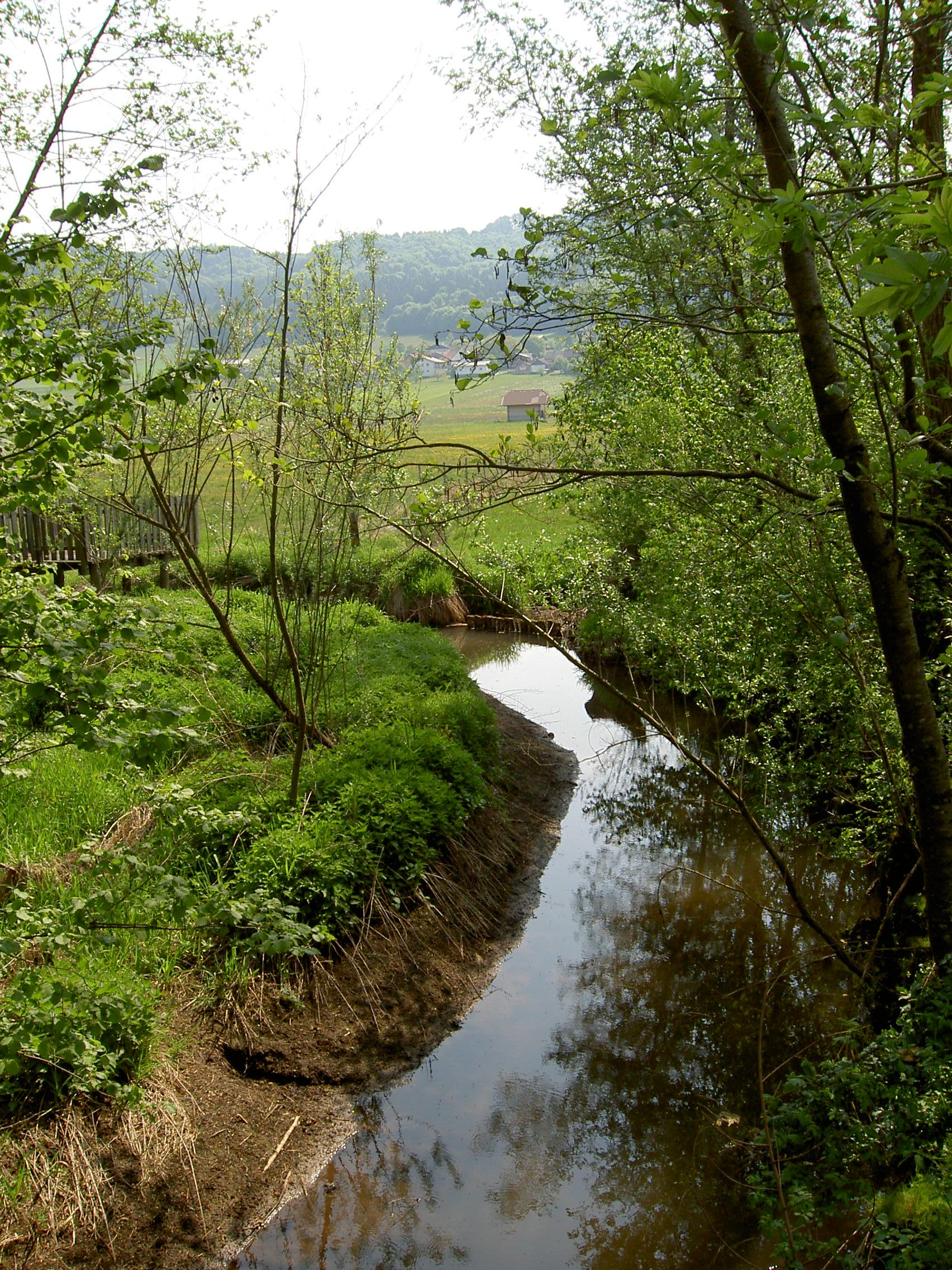
Die Oichten bei Vorau als Gemeindegrenze zwischen Nußdorf am Haunsberg und Dorfbeuern

Die Oichten entspringt beim Ort Gietzing im Gemeindegebiet von Feldkirchen bei Mattighofen im Bezirk Braunau am Inn auf 493 m ü. A.  Sie fließt hierauf im Wesentlichen stets in Richtung Südsüdwest, über die letzten gut fünf Flusskilometer dann nach Westen, bis sie auf 390 m Seehöhe in die Salzach mündet. Auf ihrem Weg nimmt sie rechts einige, links zahlreiche kurze Bäche auf. Etliche davon, wie etwa der Kroisbach, kommen vom Haunsberg herunter.
Nach rund zwei Flusskilometer ab der Quelle durchfließt die Oichten das zu Feldkirchen bei Mattighofen gehörende Dorf Oichten, und nach knapp drei Kilometer gelangt sie auf Salzburger Gebiet. Ab kurz nach Oichten verläuft der Bach über weite Teile seines Laufs ungefähr entlang einer Gemeindegrenze oder bildet er exakt eine solche: zuerst kurz zwischen dem noch oberösterreichischen Perwang am Grabensee und dem Salzburger Dorfbeuern, hierauf ausschließlich zwischen dem orografisch links liegenden Nußdorf am Haunsberg und den rechts liegenden Gemeinden Dorfbeuern, Lamprechtshausen (Ortschaft Sankt Alban), Göming und Oberndorf bei Salzburg.
Im oberen Bereich auf Salzburger Gebiet verläuft die Oichten seit Anfang des 20. Jahrhunderts über weite Teile begradigt, ansonsten naturbelassen und in zahlreichen Mäandern. Zuletzt fließt die Oichten durch die Weitwörther Au, einem Teil des geschützten Auwaldgürtels der Salzach, der wiederum einen Teilbereich der salzburgisch-oberösterreichischen Europaschutzgebiete Salzachauen ausmacht.

## Hydrologie und Wasserbau
Hydrologische Messstellen gibt es an der Oichten bei den Orten Nußdorf (Gemeinde Nußdorf am Haunsberg) und Dreimühlen (Gemeinde Göming), für die Wasserstatistik werden die Werte des Pegels Nußdorf herangezogen, der sich etwa 11 km oberhalb der Mündung und damit ziemlich genau in der Mitte des Bachlaufs befindet.
Die Oichten hat ein Einzugsgebiet von 40,5 km². Die mittlere Abflussmenge schwankt, abhängig von Wetter und Jahreszeit, zwischen etwa 0,25 und 1,1 m³ pro Sekunde. Der höchste gemessene Wert zwischen den Jahren 1983 und 2011 lag bei 30,2 m³ pro Sekunde am 2. August 1991.
Bis in die 2010er Jahre floss rund 300 Meter vor ihrer Mündung am Nordrand der Weitwörther Au noch der Reitbach in die Oichten. Danach wurde ein neuer Mündungskanal für den Reitbach errichtet, sodass dieser nun etwa 200 m oberhalb der Oichtenmündung in die Salzach fließt. Heute besteht der frühere Mündungsverlauf des Reitbachs in die Oichten noch als Nebengerinne. Es handelte sich bei der Umleitung um eine Maßnahme in einem regional größeren Zusammenhang, die an der unteren Salzach den gegenwärtigen Prozess der Vertiefung der Flusssohle anhalten soll, sodass das damit einhergehende Absinken des Grundwasserspiegels und folglich die Austrocknung des Auwaldgürtels verhindert werden.

## Nutzung
Die Oichten wurde früher für den Antrieb von Wassermühlen genutzt. Der Name des Weilers Dreimühlen am Unterlauf deutet auf den ehemaligen Mühlenbetrieb hin. Zur Nutzung der Oichten als Energiequelle waren später auch fünf Kleinkraftwerke mit den entsprechenden Wehrbauten zur Erzeugung von elektrischer Energie errichtet worden. Die Wehre der wenig rentablen Betriebe wurden zuletzt als Hindernisse für die Fischwanderung flussaufwärts erkannt und sind im Rahmen von Renaturierungsmaßnahmen Mitte der 2010er Jahre rückgebaut worden. Die Kosten dafür beliefen sich auf rund 500.000 Euro.
Am Unterlauf der Oichten werden die letzten Flusskilometer von Anglern zum Fischfang genutzt. Gefangen werden in dem als Untere Oichten bezeichneten Fischrevier unter anderem Äschen, Bach- und Regenbogenforellen sowie Barben und Karpfen.

## Nebenbäche
Die Oichten hat ein Einzugsgebiet von 113,1 Quadratkilometern. Die größten Zuflüsse sind:
| Name                           | Mündungsseite | Mündungsort     | Einzugsgebiet in km² |
| ------------------------------ | ------------- | --------------- | -------------------- |
| Hennergraben                   | links         |                 | 01,9                 |
| Rudersbergerbach               | links         |                 | 02,2                 |
| Voraubach                      | rechts        | Vorau           | 05,5                 |
| Aignerbach (Gresenberger Bach) | rechts        | Lauterbach      | 06,0                 |
| Thalbach                       | rechts        |                 | 03,3                 |
| Rauscherbach                   | rechts        |                 | 02,2                 |
| Großolchinger Bach             | links         | Olching         | 01,2                 |
| Kroisbach                      | links         |                 | 01,9                 |
| Gasteiner Bach                 | links         |                 | 01,1                 |
| Aschbach                       | rechts        |                 | 02,2                 |
| Pabinger Bach                  | links         | Oichtensiedlung | 05,2                 |
| Reitbach                       | links         | Oberndorf       | 41,3                 |

## Oichtental

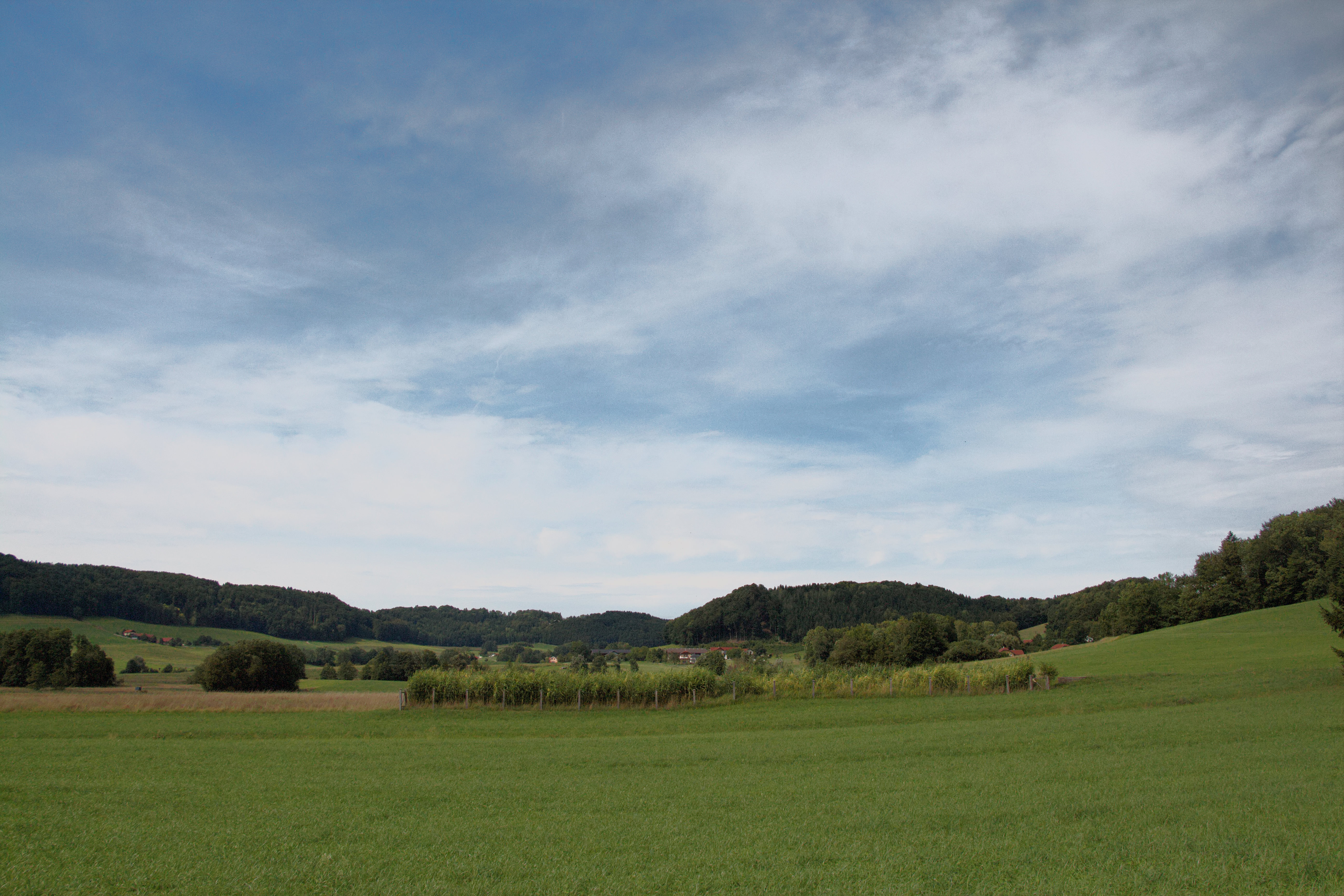
Im oberen Oichtental

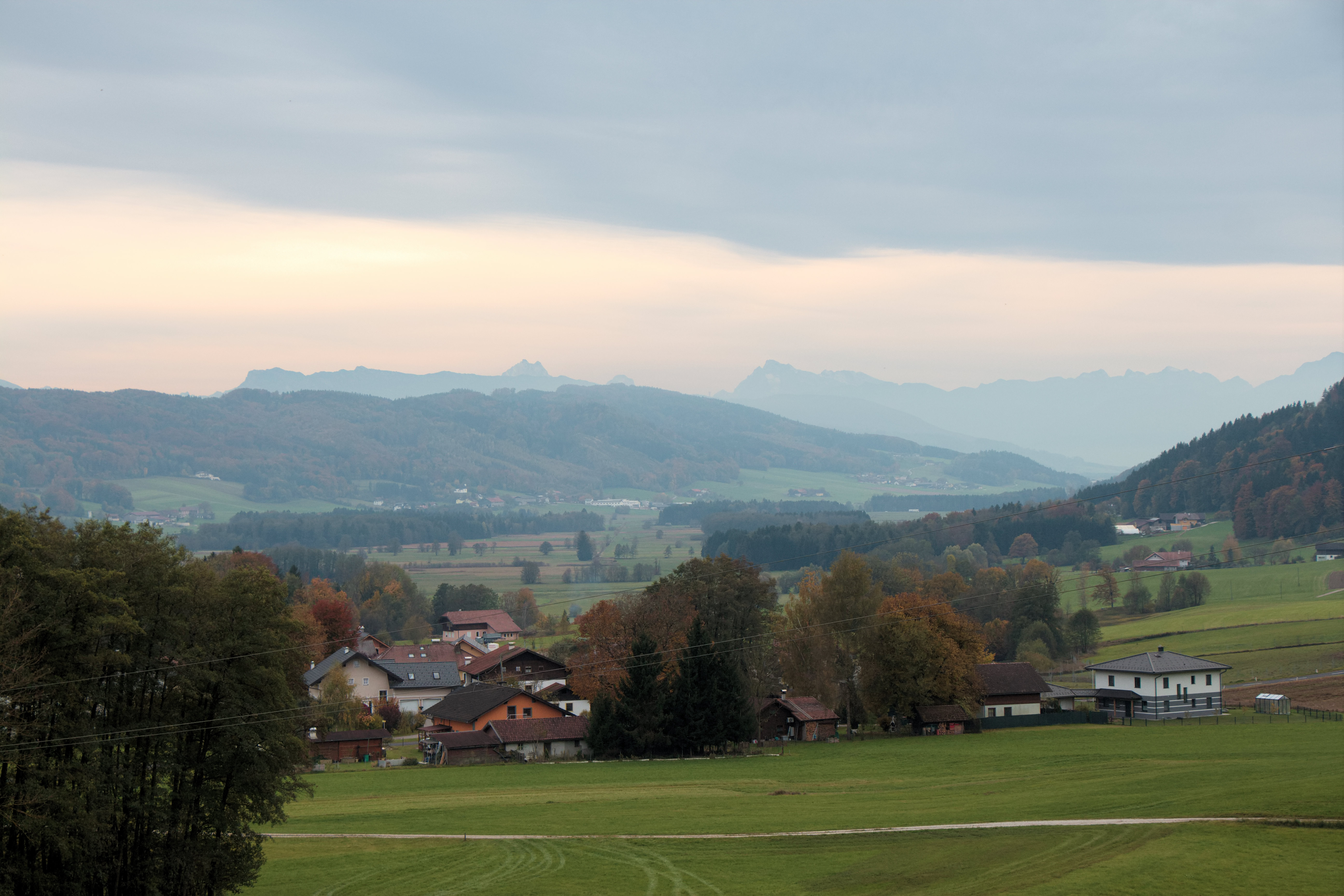
Blick von Norden in das Oichtental mit dem Haunsberg

### Lage und Besiedelung
Die Oichten bildete eine unterschiedlich breite, rund 20 km lange Talung aus. Diese erstreckt sich zwischen dem langgestreckten Rücken des Haunsbergs im Osten und mehreren geringen Erhebungen im Westen. Die Unterschiede zwischen dem Talboden und den begrenzenden Höhenlagen belaufen sich im Schnitt auf unter 100 bis etwa 200 Meter. Lediglich am südlichen Ende des Tals beträgt als Maximum der Unterschied zwischen der hier zur Salzach hin trichterförmigen Talerweiterung in der Nußdorfer Ortschaft Weitwörth (Seehöhe 395 m) und dem Haunsberggipfel (835 m) an die 440 Höhenmeter. Im nördlichen Teil sind als höchste Erhebungen der im Gemeindegebiet von Dorfbeuern liegende Lielonberg (570 m) sowie ein 500 m hoher unbenannter Berg südlich des Dorfbeurer Ortes Vorau zu nennen. Die Breite des Talbodens beträgt wenige bis mehrere hundert Meter, der Taltrichter im Süden misst von der Oichtensiedlung bis Pabing rund zwei Kilometer.
Der Talbereich ist durchgehend ländlich besiedelt. Neben dem namensgleichen Ort Oichten ganz im Oberlauf liegen wenige und nur kleine Ansiedlungen, meist Einzellagen oder Streusiedlungen, direkt am Gewässer. Verschiedene größeren Ansiedlungen der Gemeinde Nußdorf am Haunsberg liegen am Fuß des Bergs. Das Nußdorfer Gemeindegebiet erstreckt sich über das gesamte Salzburger Oichtental.

### Wirtschaft und Infrastruktur
Die Region ist durchwegs ländlich strukturiert, Land- und Forstwirtschaft bestimmen das wirtschaftliche Geschehen. Die einzige Gemeinde mit ihrem Hauptort im Tal ist Nußdorf am Haunsberg.
Hinsichtlich der Bodennutzung sind im Oichtental neben einigen bebauten Feldern bevorzugt Wiesen anzutreffen, die vielfach als Futterwiesen bewirtschaftet werden. Der Boden gilt als fruchtbar. Als Bodentypen dominieren Moorboden im oberen Talbereich sowie Pseudogley, Gleye und Braunerde im unteren.

#### Tourismus
Wenngleich auch die dem Tal anliegende Gemeinde Lamprechtshausen Teil der oberösterreichisch-salzburgisch-bayerischen Tourismusregion Seelentium ist, spielt für den überregionalen Fremdenverkehr das Oichtental kaum eine Rolle. Lediglich im südlichen Teil des Haunsbergs gibt es etwa auf halber Höhe einen wiederholt beworbenen geologischen Lehrpfad, der auch Zugang zu den geologisch bedeutsamen und zu Naturdenkmalen erklärten Aufschlüssen Kroisbachgraben und Frauengrube bietet.
Der 2013 gegründete Tourismusverband Flachgauer Kleeblatt mit den vier Salzburger Gemeinden Dorfbeuern, Göming, Nußdorf am Haunsberg und – abseits von der Oichtenregion – Bürmoos hatte zwar das Ziel, den sanften lokalen Rad-, Wander- und Ausflugstourismus zu fördern, wartete aber bald mit negativen Schlagzeilen auf und tritt seither medial nicht mehr in Erscheinung.

#### Verkehr

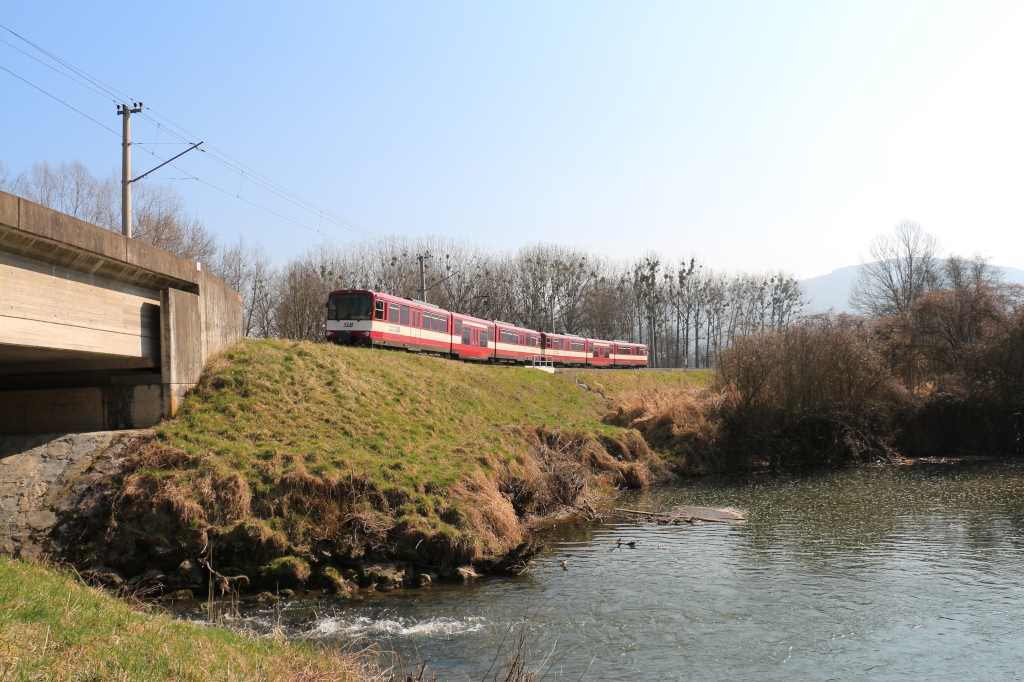
Die Trasse der Salzburger Lokalbahn über die Oichten bei der Haltestelle Oichtensiedlung (Stadtgemeinde Oberndorf)

Die einzige durchgehende Verkehrsverbindung im Oichtental ist die Nußdorfer Landesstraße L204 von Weitwörth bis zu ihrer Einmündung auf Höhe Michaelbeuern bzw. Vorau in die das Tal querende Berndorfer Landesstraße L207. Von Michaelbeuern führt bis in den obersten Talbereich die Michaelbeurer Landesstraße L221 bzw. auf oberösterreichischem Gebiet die Engelbach Straße L1025. In Schlößl zweigt die Haunsberg Landesstraße L239 nach Obertrum ab. Den südlichen Taltrichter durchquert in Nord-Süd-Richtung die Lamprechtshausener Straße.
Als öffentliches Verkehrsmittel bedient das gesamte Tal von Weitwörth bis Gietzing (und weiter bis Feldkirchen bei Mattighofen) eine Postbuslinie. Am südlichen Talende quert die Salzburger Lokalbahn mit den Halten Pabing, Weitwörth-Nußdorf und Oichtensiedlung, letztere unmittelbar neben der Oichten liegend.

### Sport und Freizeit
In Nußdorf am Haunsberg findet seit 2011 jährlich der Oichtental Halbmarathon statt. Teile des Tals können auf Nebenstraßen durchwandert werden. Beliebtes Ziel ist die Kaiserbuche auf dem Haunsberg.
Neben dem Fischrevier Untere Oichten stehen am Talende auch der Hürdenteich und der sog. Erdbeerteich als Angelgewässer zur Verfügung.

### Naturschutz

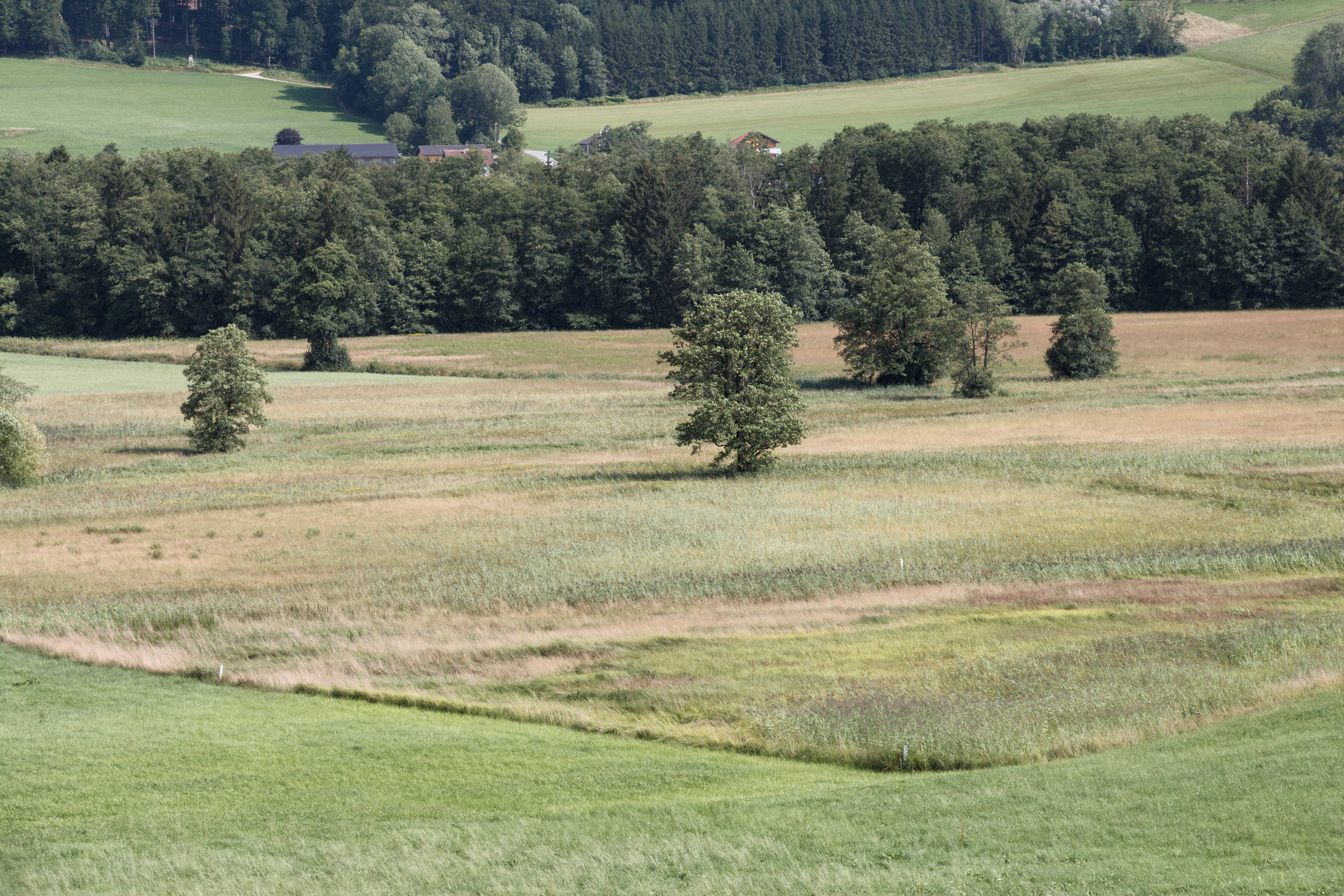
Im Naturschutzgebiet Oichtenriede

Im Oberlauf durchfließt die Oichten im Abschnitt zwischen dem oberösterreichischen Ort Gumperding (Gemeinde Perwang am Grabensee) und dem Salzburger Ort Liersching (Gemeinde Nußdorf am Haunsberg) ein unter Naturschutz stehendes Gebiet. Der oberösterreichische Bereich ist ein rund 26 ha großes, aus Feuchtwiesen bestehendes Areal südlich von Gumperding bis zur Landesgrenze. Es ist Teil des Europaschutzgebiets Wiesengebiete und Seen im Alpenvorland und gehört zur oberösterreichischen Raumeinheit Südinnviertler Seengebiet.
Im Land Salzburg schließt das Naturschutzgebiet Oichtenriede an. Das ebenfalls als Europaschutzgebiet ausgewiesene, rund 105 ha große Areal dient vornehmlich dem Schutz von teils hier seltenen Brutvögeln sowie dem Erhalt der Pflanzenvielfalt und des komplexen Landschaftscharakters. Streu- und Feuchtwiesen, durchsetzt mit Waldinseln, bestimmen das Erscheinungsbild.